# Hovea apiculata
Hovea apiculata är en ärtväxtart som beskrevs av George Don jr. Hovea apiculata ingår i släktet Hovea och familjen ärtväxter. Inga underarter finns listade i Catalogue of Life.